# 416 (numero)
Quattrocentosedici (416) è il numero naturale dopo il 415 e prima del 417.

## Proprietà matematiche
- È un numero pari.
- È un numero composto con 12 divisori: 1, 2, 4, 8, 13, 16, 26, 32, 52, 104, 208, 416. Poiché la somma dei suoi divisori (escluso il numero stesso) è 135 > 416, è un numero abbondante.
- È un numero pratico.
- È parte delle terne pitagoriche (87, 416, 425), (160, 384, 416), (210, 416, 466), (312, 416, 520), (416, 612, 740), (416, 780, 884), (416, 1320, 1384), (416, 1638, 1690), (416, 2688, 2720), (416, 3315, 3341), (416, 5400, 5416), (416, 10812, 10820), (416, 21630, 21634), (416, 43263, 43265).
- È un numero palindromo nel sistema di numerazione posizionale a base 25 (GG) e in quello a base 31 (DD). In entrambe queste basi è altresì un numero a cifra ripetuta.

## Astronomia
- 416P/Scotti è una cometa periodica del sistema solare.
- 416 Vaticana è un asteroide della fascia principale del sistema solare.
- NGC 416 è un ammasso globulare della costellazione del Tucano. (Appartenente alla Piccola Nube di Magellano).

## Astronautica
- Cosmos 416 è un satellite artificiale russo.